# FC Stranraer
Der FC Stranraer (offiziell: Stranraer Football Club) ist ein schottischer Fußballverein aus Stranraer. Zur Saison 2020/21 stieg der Club in die viertklassige Scottish League Two ab.
Die Blues verpassten 2007/08 in den Playoffs den sportlichen Aufstieg. Nach dem finanziellen Kollaps von Gretna und dem anschließenden Ausschluss aus der Scottish Football League wurde Stranraer als Nachrücker allerdings dennoch ein Platz in der Second Division zugesprochen. Ein Jahr später stieg der Verein in die viertklassige Third Division ab. Am Ende der Saison 2011/12 gelang die Rückkehr in die Second Division, die seit 2013 League One heißt.

## Erfolge
- Scottish League Challenge Cup: 1997